# Spajdermen
Spajdermen ili Čovek Pauk (eng. Spider-Man) je superheroj iz stripa izdavačke kuće Marvel Comics. Autori stripa su scenarista Sten Li (Stan Lee) i crtač Stiv Ditko (Steve Ditko). Lik se prvi put pojavio u stripu avgusta 1962. u 15. broju edicije Amazing Fantasy i vremenom je postao jedan od najpopularnijih, najdugotrajnijih i komercijalno najuspešnijih superheroja širom sveta, i nesumnjivo najpoznatiji lik izdavača Marvel. Ranih 60-ih godina 20 veka, kada se Spajdermen prvi put pojavio, tinejdžeri su u stripovima o superherojima uglavnom imali ulogu pomoćnika glavnog lika iz serijala. Serijal o Spajdermenu je na strip-scenu doneo lik Pitera Parkera (Peter Parker), Spajdermenovog alter ega, srednjoškolca sa čijim su se „strahovima od odbacivanja, neprilagođenošću i usamljenošću“ mlađi čitaoci lako mogli identifikovati. Za razliku od Bakija (Bucky) i Robina (Robin), Spajdermen nije imao mentore kao što su Kapetan Amerika (Captain America) i Betmen (Batman) i sam je morao da nauči lekciju „uz veliku moć ide i velika odgovornost“.

## Pojavljivanja u filmovima
Spajdermen se prvi put pojavio na filmskom platnu u trilogiji režisera Sema Rejmija, gde ga je tumačio Tobi Magvajer. Prvi film o Spajdermenu je pušten u bioskope 3. maja 2002. godine i pratili su ga nastavci Spajdermen 2 (2004) i Spajdermen 3 (2007). Četvrti film je trebalo da bude prikazan 2011. godine, međutim Soni pikčers je kasnije odlučio da ponovo pokrene franšizu sa novim režiserom i glumcima. Novi film, nazvan Čudesni Spajdermen, je pušten u bioskope 3. jula 2012. godine; režisera Marka Veba, dok se Endru Garfild pojavio kao Spajdermen. Pratio ga je nastavak Čudesni Spajdermen 2 (2014). Godine 2015, Soni i Dizni su se dogovorili da se Spajdermen pojavi u Marvelovom filmskom univerzumu. Tom Holand je debitovao kao Spajdermen u filmu Kapetan Amerika: Građanski rat (2016), a nakon toga se pojavio u samostalnom filmu Spajdermen: Povratak kući (2017); režisera Džona Votsa. Holand je reprizirao ulogu Spajdermena u filmovima Osvetnici: Rat beskraja (2018), Osvetnici: Kraj igre (2019), Spajdermen: Daleko od kuće (2019), Spajdermen: Put bez povratka (2021) i Spider-Man: Brand New Day (2026). Džejk Džonson je pozajmio glas Spajdermenu iz alternativnog univerzuma u animiranom filmu Spajdermen: Novi svet. Kris Pajn je takođe pozajmio glas drugoj verziji Pitera Parkera u tom filmu.

## Literatura
- Wright, Bradford W. (2001). Comic Book Nation. Johns Hopkins Press.  0-8018-7450-5.

## Spoljašnje veze
Медији везани за чланак Spajdermen на Викимедијиној остави